# Fernando De Rosa Lenccini
Fernando de Rosa (Milán, 7 de octubre de 1908 - Sierra de Guadarrama, 16 de septiembre de 1936) fue un estudiante italiano que intentó asesinar al Príncipe de Piamonte Umberto, más tarde Humberto II de Italia de Italia en Bruselas el 24 de octubre de 1929.
De Rosa nació en Milán y estudió derecho en Turín antes de huir de Italia hacia Francia para evitar el encarcelamiento por sus opiniones políticas. Permaneció en París durante aproximadamente un año, estudió derecho en la Universidad de París y escribió para una revista antifascista. 
En octubre de 1929, de Rosa viajó a Bruselas y disparó contra el príncipe heredero italiano Umberto en un intento de magnicidio. El disparo falló y De Rosa fue arrestado de inmediato. Su juicio se convirtió en un evento político importante, y aunque fue declarado culpable de intento de asesinato, recibió una leve sentencia de cinco años de prisión. Esta sentencia causó un alboroto político en Italia y una breve grieta en las relaciones belga-italianas. En marzo de 1932, de Rosa fue indultado a pedido del príncipe Umberto y puesto en libertad, cumpliendo un poco menos de la mitad de su condena. Anunció la intención de regresar a París y continuar sus estudios jurídicos, pero terminó en España, donde fue arrestado por participar en un levantamiento socialista en 1934. Murió en septiembre de 1936 mientras luchaba en la Guerra civil española. 

## Primeros años
De Rosa nació el 7 de octubre de 1908 en Milán como Fernando Lencioni, y una partera lo dejó en el hospital. Fue adoptado por una familia local y criado como su propio hijo, cambiando su nombre a De Rosa en 1918. Vivió en Milán hasta 1922 o 1923, cuando se fue a estudiar a Turín, y finalmente ingresó en un programa de leyes allí. En 1928, temiendo ser encarcelado por el régimen de Mussolini por sus opiniones políticas, cruzó los Alpes en esquíes hacia Francia. A su llegada a Francia, fue arrestado por la policía francesa, pero después de explicar sus circunstancias, recibió una tarjeta de identidad francesa y se le permitió permanecer en el país. Luego se mudó a París, donde escribió para una revista antifascista y estudió derecho en la Universidad de París. Mientras estaba en París, las opiniones políticas de De Rosa también se radicalizaron. Se convirtió en un socialista comprometido y se declaró miembro de la Segunda Internacional.

## Intento de asesinato
En octubre de 1929, De Rosa viajó de París a Bruselas (luego dio declaraciones contradictorias sobre la fecha precisa a la policía) armado con un revólver, y planeó un atentado contra Umberto II, entonces Príncipe Heredero de Italia. De Rosa se acercó a aproximadamente tres metros y medio del Príncipe Umberto, quien estaba visitando la Tumba del soldado desconocido de Bélgica, y luego disparó un tiro desde su revólver; sin embargo, se resbaló justo cuando estaba disparando, fallando el objetivo. Después de disparar, el revólver de De Rosa se atascó, evitando que disparara otro, y fue rápidamente sometido por un policía belga. De Rosa le dijo a la policía que antes de disparar gritó "¡Viva Matteoti!" en referencia a Giacomo Matteotti, un socialista italiano asesinado por el partido fascista, pero otros testigos declararon que gritó "¡Abajo Mussolini!".
Después del intento de asesinato, la multitud enfurecida gritaba "Muerte al asesino" y se formó una multitud de linchamiento con el objetivo de matar a De Rosa. Sin embargo, la policía se lo llevó después de una lucha con la multitud. El forcejeo dejó a De Rosa "tan magullado... como para estar casi inconsciente", pero llegó a la estación de policía sin sufrir lesiones permanentes. Según los medios de comunicación, el Príncipe Umberto escuchó los disparos, "pero apenas volvió la cabeza", continuando el programa planeado en la tumba, luego revisando a la guardia de honor belga y continuando con su agenda. El pueblo belga estaba completamente indignado por el evento y el rey Alberto visitó de inmediato al Príncipe Umberto en la embajada italiana, donde se hospedaba, para disculparse y felicitar al príncipe por su buena fortuna al escapar del intento.

## Investigación y juicio

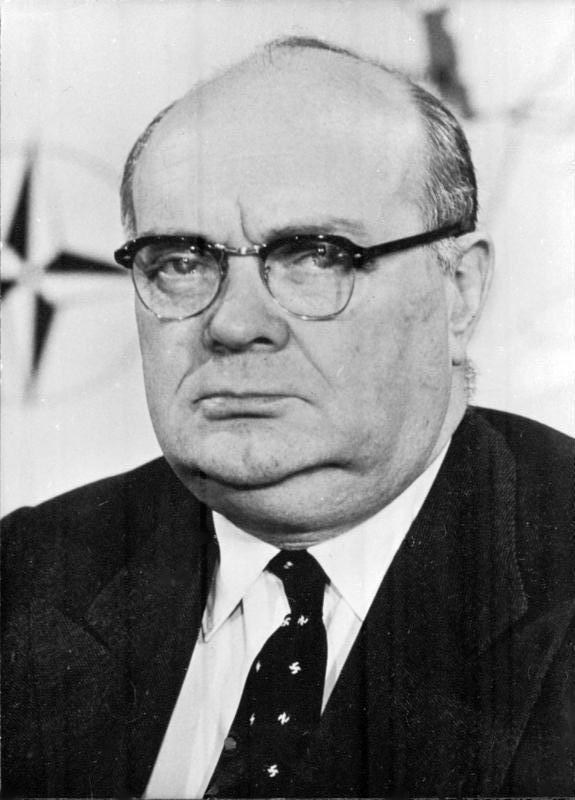
Paul-Henri Spaak, uno de los abogados de De Rosa

Después de su arresto, la policía interrogó rápidamente a De Rosa sobre sus acciones. Testificó que había actuado solo y que había planeado matar a Mussolini o a un miembro de la familia real italiana durante algún tiempo. Su deseo de matar a uno de ellos fue motivado por sus fuertes creencias antifascistas. Le dijo al magistrado investigador sin pedir disculpas: "Lamento haber fallado. No pude disparar nuevamente porque mi pistola se atascó". Aunque la policía creía que De Rosa había actuado solo, encontraron los restos carbonizados de una carta en la habitación donde se había estado quedando, lo que llevó a especular que otro grupo lo había sometido al intento y arrestaron a otro estudiante italiano que había estado en la Tumba del Soldado Desconocido en el momento del intento.
El 25 de septiembre de 1930, comenzó el juicio De Rosa en Bruselas. En el juicio, estuvo representado por Paul-Henri Spaak, luego Primer ministro de Bélgica y especialista en defensa de los radicales políticos, y Paul De Bock, un destacado escritor y abogado belga. El juicio comenzó con una declaración de De Rosa, que "sonaba principalmente como un sermón contra el fascismo", estableciendo un tono político que continuaría durante todo el proceso.
A modo de defensa, De Rosa afirmó que "había disparado intencionalmente al aire" en lugar de al Príncipe Umberto, y que su disparo tenía la intención de despejar a la multitud antes de un segundo disparo que habría matado al príncipe. Afirmó que después de disparar el primer tiro, "su sombrero se voló y se sintió repentinamente ridículo", así que dejó la pistola en lugar de disparar nuevamente. De Rosa reiteró que había actuado solo y que ninguno de los grupos antifascistas a los que pertenecía había estado involucrado en la planificación del ataque.
El segundo día del juicio de De Rosa fue intensamente político. Francesco Saverio Nitti, ex primer ministro de Italia y un fuerte antifascista, testificó en nombre de De Rosa llamándolo "un joven honesto, moderado, leal y bien educado" y defendió las acciones de De Rosa a través de un fuerte ataque contra el fascismo. Su testimonio no fue tan sensacional como el de Louis de Brouckere, un senador belga, que declaró que el gobierno italiano "se estaba preparando para la guerra en ambos lados de la frontera con Albania y en los Alpes". Otras importantes figuras belgas e italianas también testificaron, como parte de una estrategia "para mostrar que la era fascista había aplastado la libertad en Italia y que una acción como la de De Rosa era explicable por el efecto que tal represión podría tener". En su declaración final, los abogados de De Rosa incluso fueron tan lejos como para decir: "Es la regla fascista la que está siendo juzgada".
En reacción a la intensa politización del caso, el fiscal instó al jurado a considerar solo si De Rosa había intentado matar a Umberto (al margen de los asuntos políticos) y exigió un "castigo severo". Después de solo media hora de deliberación, el jurado emitió un veredicto de culpabilidad, pero condenó a De Rosa a solo cinco años de prisión. La noticia fue recibida por una "decepción" inmediata en Italia, donde el público y el gobierno esperaban una sentencia mucho más larga. Al enterarse de la leve sentencia y del considerable contenido antifascista del juicio, Benito Mussolini estaba "tan insatisfecho... que sugirió el retiro del embajador italiano de Bruselas".

## Perdón y traslado a España
El 16 de marzo de 1932, después de que De Rosa cumpliera aproximadamente la mitad de su condena de cinco años, el rey Alberto lo indultó a pedido del Príncipe Umberto. Fue liberado al día siguiente y anunció que regresaría a París para reanudar sus estudios jurídicos. Pronto, sin embargo, entró en la República española donde fue arrestado en octubre de 1934, por participar en un levantamiento socialista en Madrid. Ya entonces se había convertido en uno de los hombres de confianza y asesor del líder socialista radical Francisco Largo Caballero. En una carta que le envió a su madre a principios de mayo de 1936 le explicaba el desarrollo del proyecto revolucionario caballerista:

La marcha de la revolución española es cada vez más rápida y no está lejos el día en que los republicanos se vean arrollados por un pueblo que tiene hambre y que está cansado de escuchar discursos de cinco o seis profesores de filosofía ingenuos y románticos. [...] Vivimos horas de lucha. Cada noche o casi cada noche se espera un golpe de Estado de los oficiales monárquicos, que estos imbéciles de republicanos no se atreven a fusilar... La revolución está en marcha, y si los socialistas españoles no son unos cobardes, unos conejos, como lo fueron los italianos en la posguerra, la victoria será de los explotados y los explotadores pagarán el precio de siglos de infamias sin nombre.

Al comienzo de la guerra civil se unió a las fuerzas socialistas del Batallón Octubre de las Brigadas Internacionales durante la Guerra civil española. Murió el 16 de septiembre de 1936 en la sierra de Guadarrama durante los combates cerca de Madrid.

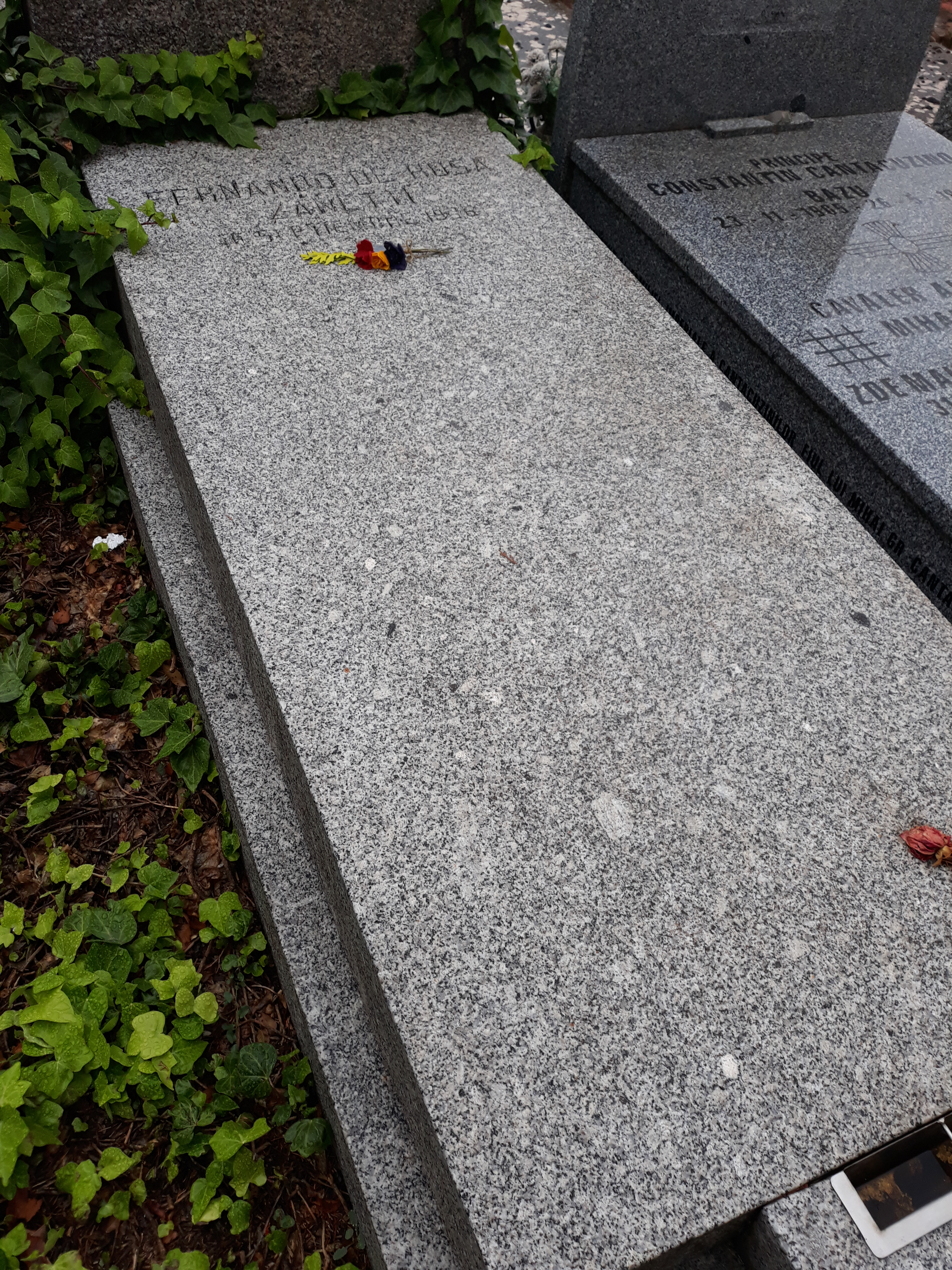
Tumba de Fernando de Rosa en el Cementerio civil de Madrid.